# Dirk Out
Dirk Out (IJmuiden, 9 september 1949) is een Nederlands organist.

## Loopbaan
Out kreeg zijn eerste orgellessen aan de gemeentelijke muziekschool in IJmuiden. Vervolgens ging hij naar het Sweelinckconservatorium in Amsterdam waar hij lessen volgde bij Simon C. Jansen, Klaas Bolt en Bernard Bartelink. Hij behaalde hier in 1978 zijn solistendiploma.
Out nam in 1976 deel aan het César Franckconcours in de Kathedrale basiliek Sint Bavo in Haarlem waar hij een van de prijswinnaars werd. Hij werd in de jaren 80 veel gevraagd door de NCRV als muziekbegeleider voor radio- en televisieprogramma's. Tevens leidde hij in die periode als dirigent vele kerkkoren. Vanaf begin jaren 90 tot 2011 was hij directeur van het Kunstencentrum Velsen in IJmuiden. Daarnaast bracht hij een aantal cd's met orgelwerken uit.
Out werd in 1983 benoemd tot organist in de Vijverwegkerk in Bloemendaal, een functie die hij tot 2010 vervulde. Vervolgens werd hij organist in de Dorpskerk in Bloemendaal, de Grote Kerk in Naarden en de Nieuwe Kerk in IJmuiden. Ook geeft hij veel landelijke orgelconcerten en concertreizen naar Engeland, Frankrijk, Duitsland, Zwitserland, Tsjechië, Zweden, Canada en de Verenigde Staten. Hij werd in 2005 onderscheiden met de zilveren medaille door de Société Académique Arts-Sciences-Lettres voor zijn verdiensten van de Franse orgelcultuur.

## Discografie
CD's met orgelwerken van Out:
- Improviserend door het kerkelijk jaar
- Midden in de winternacht
- Allegretto